# 中臣氏
中臣氏（なかとみうじ）は、「中臣」を氏の名とする氏族。
古代の日本において、忌部氏とともに神事・祭祀をつかさどった中央豪族で、古くから現在の京都市山科区中臣町付近の山階を拠点としていた。天児屋命（アメノコヤネ）を祖とする。姓（かばね）は連（むらじ）、八色の姓制定後の姓（かばね）は朝臣（あそみ・あそん）。

## 概要
物部氏とともに仏教受容問題で蘇我氏と対立した。中臣鎌足は645年の大化の改新で活躍し、669年の死に臨んで、藤原姓を賜った。以後鎌足の子孫は藤原氏を名乗ったが、本系は依然として中臣を称し、代々神祇官・伊勢神官など神事・祭祀職を世襲した。